# Tinamou de Bonaparte
Nothocercus bonapartei
Espèce
Statut de conservation UICN

 LC  : Préoccupation mineure
Le Tinamou de Bonaparte (Nothocercus bonapartei) est une espèce d'oiseaux appartenant à la famille des Tinamidae.
Le nom de cette espèce commémore l'ornithologue français Charles-Lucien Bonaparte (1803-1857).

## Taxinomie
Les noms espagnols de cette espèce incluent : Chócora de Cabeza Gris « tinamou à tête grise », Gallina Cuero, Tinamú Montañero, Tinamú Serrano « tinamou de la montagne ».

## Description
Cet oiseau mesure environ 38 cm de longueur. Le dessus du corps est brun taché de chamois, le dessous roux et les pattes grises.

## Répartition
Cet oiseau vit à travers les Andes boréales ainsi que la cordillère de Talamanca et l'ouest de la Cordillère de la Costa.

## Habitat
Cet oiseau peuple les forêts entre 1 200 et 2 500 m.

## Liste des sous-espèces
Selon la classification de référence du Congrès ornithologique international (version 15.1, 2025) :
- Nothocercus bonapartei frantzii (Lawrence, 1868) — Costa Rica et ouest du Panama ;
- Nothocercus bonapartei bonapartei (Gray, GR, 1867) — nord et centre de la Colombie ouest du Venezuela ;
- Nothocercus bonapartei intercedens Salvadori, 1895 — ouest de la Colombie ;
- Nothocercus bonapartei discrepans Friedmann, 1947 — est de la Colombie ;
- Nothocercus bonapartei plumbeiceps Lönnberg & Rendahl, 1922 — est de l'Équateur et nord du Pérou.